# Hollie Naughton
Pour les articles homonymes, voir Naughton.
Hollie Naughton, née le 21 octobre 1994 à Barnsley, est une joueuse professionnelle de squash représentant le Canada. Elle atteint le 16e rang mondial en janvier 2022, son meilleur classement. Elle est championne du Canada à cinq reprises entre 2016 et 2024.

## Biographie
Hollie Naughton est née à Barnsley en Angleterre. Elle commence le squash dès l'âge de sept ans en Angleterre mais à l'âge de dix ans, sa famille émigre au Canada pour le travail de son père,. Elle est championne du Canada en 2016 et en 2017. Elle intègre le top 20 pour la première fois en décembre 2020, première Canadienne depuis plus de 20 ans à atteindre ce rang.

## Palmarès

### Titres
- Championnats du Canada : 5 titres (2016, 2017, 2022, 2023, 2024)

### Finales
- Jeux du Commonwealth : 2022